# Тарасов, Сергей Евгеньевич
Сергей Евгеньевич Тарасов (род.8 марта 1973 года) — советский и российский игрок в хоккей с мячом, мастер спорта России международного класса (2002).

## Биография
Воспитанник топкинской и кемеровской школ по хоккею с мячом. Первый тренер — Геннадий Иванович Щукин.
В составе «Кузбасса» четыре раза завоёвывал серебряные и шесть раз бронзовые медали чемпионата России.
Выступая за сборную Казахстана стал бронзовым призёром чемпионата мира 2005 года. Участник чемпионатов мира 2004, 2007 годов.
Первый гол в чемпионатах страны забил 22 ноября 1990 года «Североникелю» в возрасте 17 лет 259 дней.
Своей игрой удостоился от кемеровских болельщиков прозвища Маэстро.
Имеет два высших образования: спортивное и юридическое. Также закончил Кемеровский механико-технологический техникум.
После окончания игровой карьеры был вице-президентом ХК «Кузбасс».
С 1 октября 2013 года по 23 декабря 2014 года — главный тренер «Кузбасса».
С 29 октября 2018 года — исполняющий обязанности главного тренера команды «Динамо-Москва»
.
С марта 2019 года по март 2020 года — тренер команды «Динамо-Москва»
.

## Достижения
как игрок

 — Серебряный призёр чемпионата России: 2003/04, 2004/05, 2005/06, 2008/09

 — Бронзовый призёр чемпионата России: 2000/01, 2001/02, 2002/03, 2006/07, 2007/08, 2009/10

 — Обладатель Кубка России: 2000/01, 2002/03, 2007

 — Финалист Кубка России: 1994/95, 2004/05

 — Бронзовый призёр Кубка России: 1998/99, 2003/04, 2008

 — Финалист Кубка европейских чемпионов: 1994

 — Победитель международного турнира «Кубок Кузбасса»: 2008

 — Бронзовый призёр чемпионата мира: 2005 (в составе сборной Казахстана)

 — Серебряный призёр Международного турнира на призы Правительства России: 2002 (в составе второй сборной России)

 — Бронзовый призёр чемпионата СССР среди юниоров: 1991

 — Серебряный призёр чемпионата мира среди юниоров: 1992

 — Серебряный призёр чемпионата России по мини-хоккею: 2000
- До сезона 2018/19[8] был рекордсменом ХК «Кузбасс» по забитым мячам в чемпионатах СССР, СНГ, России — 549(+5[b])[9][10]
- Рекордсмен ХК «Кузбасс» по проведенным матчам в чемпионатах России (СССР) — 535[9]
- 7 раз включался в список 22 лучших игроков сезона — 1994, 1996, 1997, 1999, 2000, 2001, 2002
- Признан лучшим нападающим сезона 1996/97

как тренер

 — Серебряный призёр чемпионата России: 2018/19

 — Финалист Кубка России: 2018

 — Финалист Суперкубка России: 2019

## Семья
Сын — Владислав, игрок в хоккей с мячом,  мастер спорта России по хоккею с мячом.
Дочь — Ксения, мастер спорта России по теннису, тренер.

## Статистика выступлений в чемпионатах СССР, СНГ, России
| Сезон     | Клуб                     | И   | М       | П      | О       | Ш      |
| --------- | ------------------------ | --- | ------- | ------ | ------- | ------ |
| 1989/1990 | Кузбасс (Кемерово)       | 15  | 0       |        | 0       | ?      |
| 1990/1991 | Кузбасс (Кемерово)       | 26  | 10      |        | 10      | 30     |
| 1991/1992 | Кузбасс (Кемерово)       | 28  | 28      |        | 28      | ?      |
| 1992/1993 | Кузбасс (Кемерово)       | 23  | 19      |        | 19      | 40+1кр |
| 1993/1994 | Кузбасс (Кемерово)       | 26  | 35      |        | 35      | 20     |
| 1994/1995 | СКА-Зенит (Екатеринбург) | 26  | 23      |        | 23      | 35     |
| 1995/1996 | Кузбасс (Кемерово)       | 26  | 30      |        | 30      | 20     |
| 1996/1997 | Кузбасс (Кемерово)       | 25  | 32      |        | 32      | 10     |
| 1997/1998 | Кузбасс (Кемерово)       | 24  | 22      |        | 22      | 10     |
| 1998/1999 | Кузбасс (Кемерово)       | 28  | 20      |        | 20      | 30     |
| 1999/2000 | Кузбасс (Кемерово)       | 26  | 26      | 9      | 35      | 40     |
| 2000/2001 | Кузбасс (Кемерово)       | 28  | 32      | 11     | 43      | 40     |
| 2001/2002 | Кузбасс (Кемерово)       | 28  | 45      | 10     | 55      | 20     |
| 2002/2003 | Кузбасс (Кемерово)       | 28  | 28      | 13     | 41      | 20     |
| 2003/2004 | Кузбасс (Кемерово)       | 26  | 29      | 7      | 36      | 20     |
| 2004/2005 | Кузбасс (Кемерово)       | 28  | 28      | 6      | 34      | 25     |
| 2005/2006 | Кузбасс (Кемерово)       | 27  | 38(+2)  | 11(+1) | 49(+3)  | 10     |
| 2006/2007 | Кузбасс (Кемерово)       | 31  | 48(+2)  | 9      | 57(+2)  | 30     |
| 2007/2008 | Кузбасс (Кемерово)       | 30  | 36(+1)  | 6(+1)  | 42(+2)  | 15     |
| 2008/2009 | Кузбасс (Кемерово)       | 27  | 23      | 2      | 25      | 0      |
| 2009/2010 | Кузбасс (Кемерово)       | 35  | 20      | 2      | 22      | 10     |
| Всего     | 21 чемпионат             | 561 | 572(+5) | 86(+2) | 658(+7) | ?      |

Примечание:  Статистика голевых передач ведется с сезона 1999/2000 

### Комментарии
1. ↑  Результативные передачи
2. ↑  В аннулированных матчах
3. ↑  В скобках очки набранные в аннулированном матче с красногорским «Зорким». Во втором полуфинальном матче
чемпионата страны 11 марта в Кемерово гости покинули поле примерно за 10 минут до финального свистка из-за «неадекватного» судейства. В этот момент счёт на табло был 7:1 в пользу «Кузбасса» (первую встречу выиграл «Зоркий» — 4:1). Главный тренер «Кузбасса» Сергей Мяус заявил, что, по его мнению, у соперников просто сдали нервы
4. ↑  В скобках указаны очки, набранные в аннулированном матче с иркутской «Байкал-Энергией». 16 декабря в Кемерово, незадолго до финального свистка, игроки гостей, недовольные несправедливым, по их мнению, судейством, самовольно всей командой удалились на скамейку штрафников
5. ↑  В скобках указаны очки набранные в аннулированном матче с читинским «СКА-Забайкальцем», который снялся с чемпионата страны в связи с отсутствием финансирования